# Ablabera nana
Ablabera nana är en skalbaggsart som beskrevs av Gyllenhall 1817. Ablabera nana ingår i släktet Ablabera och familjen Melolonthidae. Inga underarter finns listade i Catalogue of Life.